# 平随時
平 随時（たいら の よりとき）は、平安時代前期から中期にかけての公卿。仁明天皇の第五皇子本康親王の子である左馬頭・雅望王の三男。官位は正四位下・参議。

## 経歴
美濃権大掾・治部少丞・式部少/大丞を経て、醍醐朝後期の延長2年（924年）従五位下に叙爵する。同年に遠江守に任ぜられると、延長7年（929年）備中介、承平4年（934年）美濃権守と、醍醐朝後期から朱雀朝前期にかけて地方官を歴任し、延長7年（929年）治国の功労により従五位上に叙せられている。
承平8年（938年）左衛門権佐として京官に復すと、天慶2年（939年）正五位下、天慶5年（942年）従四位下と朱雀朝後半は順調に昇進する。のち、春宮権亮として春宮・成明親王に仕えたほか、修理大夫も務めた。
天慶9年（946年）成明親王が即位（村上天皇）すると正四位下・蔵人頭兼内蔵頭に抜擢され、天暦2年（948年）参議に任ぜられ公卿に列した。議政官として修理大夫を兼帯するが、天暦4年（950年）大宰大弐に任ぜられて大宰府に赴任する。
天暦7年（953年）12月18日に任所にて卒去。享年64。最終官位は参議正四位下行大宰大弐。

## 官歴
『公卿補任』による。
- 延喜17年（917年） 正月29日：美濃権大掾（内竪頭労）
- 延喜18年（918年） 正月：治部少丞（内竪別当）
- 延喜21年（921年） 正月：式部少丞
- 延喜23年（923年） 正月：式部大丞
- 延長2年（924年） 正月7日：従五位下（宇多院御給、判官代）。2月1日：遠江守
- 延長7年（929年） 正月7日：従五位上（治国）。正月29日：備中介
- 承平4年（934年） 閏正月29日：美濃権守
- 承平8年（938年） 正月：防鴨河使。12月14日：左衛門権佐
- 天慶2年（939年） 正月7日：正五位下。正月16日：次侍従。2月1日：兼丹波守
- 天慶5年（942年） 4月25日：従四位下（権佐労）。12月：停権佐
- 天慶7年（943年） 正月22日[1]：兼春宮権亮
- 天慶8年（945年） 10月14日：兼修理大夫、亮如元
- 天慶9年（946年） 4月21日：昇殿。4月26日：蔵人頭。4月28日：正四位下（前坊亮）。7月17日：兼内蔵頭
- 天暦2年（948年） 正月30日：参議、修理大夫如元
- 天暦3年（949年） 正月24日：兼伊予守
- 天暦4年（950年） 日付不詳：止伊予守。正月20日：兼大宰大弐、止修理大夫
- 天暦7年（953年） 12月18日：於任所卒去（参議正四位下行大宰大弐）

## 系譜
- 父：雅望王
- 母：藤原山蔭の娘
- 妻：不詳
- 生母不明の子女
  - 男子：平真正